# Ereteken van het Rode Kruis van de Duitse Democratische Republiek
Het Ereteken van het Rode Kruis van de Duitse Democratische Republiek " (Duits: "Ehrenzeichen des DRK der DDR") was een onderscheiding in de DDR. Net als in het Duitse Rijk, het Derde Rijk en de Bondsrepubliek Duitsland werd ook in deze socialistische staat een Ereteken van het Duitse Rode Kruis uitgereikt.
Duitsland werd na de Tweede Wereldoorlog dan wel gedeeld, de DDR bleef een Duitse staat en de identificatie kwam in bijvoorbeeld het volkslied en ook in deze naam van een onderscheiding naar voren.
Het ereteken was een ronde speld die in goud, zilver en brons werd uitgereikt voor verdienste voor het het Rode Kruis van de Duitse Democratische Republiek.
De diameter was ongeveer 25 millimeter en de speld bestond uit drie gouden ringen. Op de buitenste ring was te lezen: DEUTSCHES ROTES KREUZ met daaronder DEUTSCHE DEMOKRATISCHE REPUBLIK. De tweede ring bestond uit gouden eikenbladeren onder het woord: FÜR VERDIENSTE. De binnenste en de laatste ring was wit geëmailleerd. Centraal stond het rood geëmailleerde rode kruis op een witte achtergrond.
Het ereteken was een beloning voor bijzonder verdienstelijke prestaties en vele jaren van voorbeeldige plichtsvervulling in het Duitse Rode Kruis in de DDR.
De ronde speld heeft een diameter van 39 mm. Er was ook in een miniatuur met een diameter van 16,5 millimeter voorzien. In 1969 werd de eregesp ingesteld. Deze gesp meet 30,5 bij 10,5 millimeter en is versierd met een rood kruis van Genève dat wordt geflankeerd door twee gouden eikenbladeren. Eikenblad is al sinds de Napoleontische oorlogen een geliefd onderdeel van Duitse onderscheidingen.
De eretekens werden normaal gesproken opgespeld, maar de eregesp waaraan het ereteken bij bijzondere verdiensten en toewijding kon worden op de revers gedragen.
Op de witte metalen draagbeugel van de eregesp waren een rood kruis en twee vergulde eikenbladeren aangebracht.
Onderscheidingen van de DDR kregen vaker deze, van de Sovjetrussissische onderscheidingen en socialistische orden afgekeken- vorm. Achter het kleine draagbeugeltje is een veiligheidsspeld aangebracht waarmee het versiersel op de revers van de jas of op dameskleding kon worden vastgespeld.
Na de ineenstorting van de dictatuur en het opheffen van de DDR werd het Duitse Rode Kruis in het gehele wederverenigde Duitsland actief. Het Ereteken van het Rode Kruis van de Duitse Democratische Republiek hield op te bestaan.
Het dragen van onderscheidingen van de DDR is in de Bondsrepubliek Duitsland niet verboden.